# الدوري الأمريكي لكرة السلة للمحترفين 1957–58
الدوري الأمريكي لكرة السلة للمحترفين 1957–58 (بالإنجليزية: 1957–58 NBA season)‏ هو موسم من الرابطة الوطنية لكرة السلة. أقيم خلال الفترة 27 أكتوبر 1957 وحتى 13 أبريل 1958، وأشرف على تنظيمه الرابطة الوطنية لكرة السلة، وفاز فيه أتلانتا هوكس.